# کادیلاک اکس‌تی‌اس

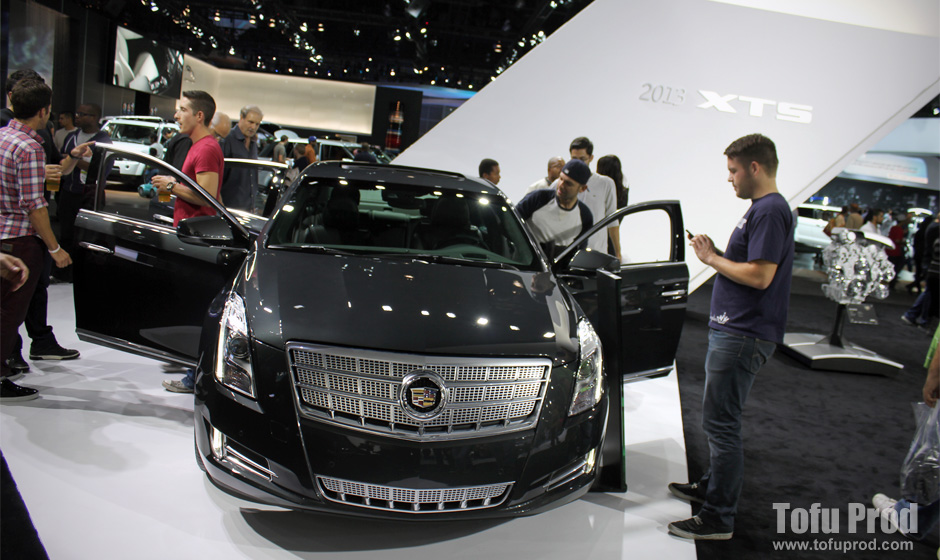
کادیلاک اکس‌تی‌اس، نمایشگاه خودروی لس‌آنجلس، ۲۰۱۲

کادیلاک ایکس تی‌اس (به انگلیسی: Cadillac XTS) یکی از مدل‌های خودروی لوکس کمپانی آمریکایی کادیلاک است.

## نگارخانه

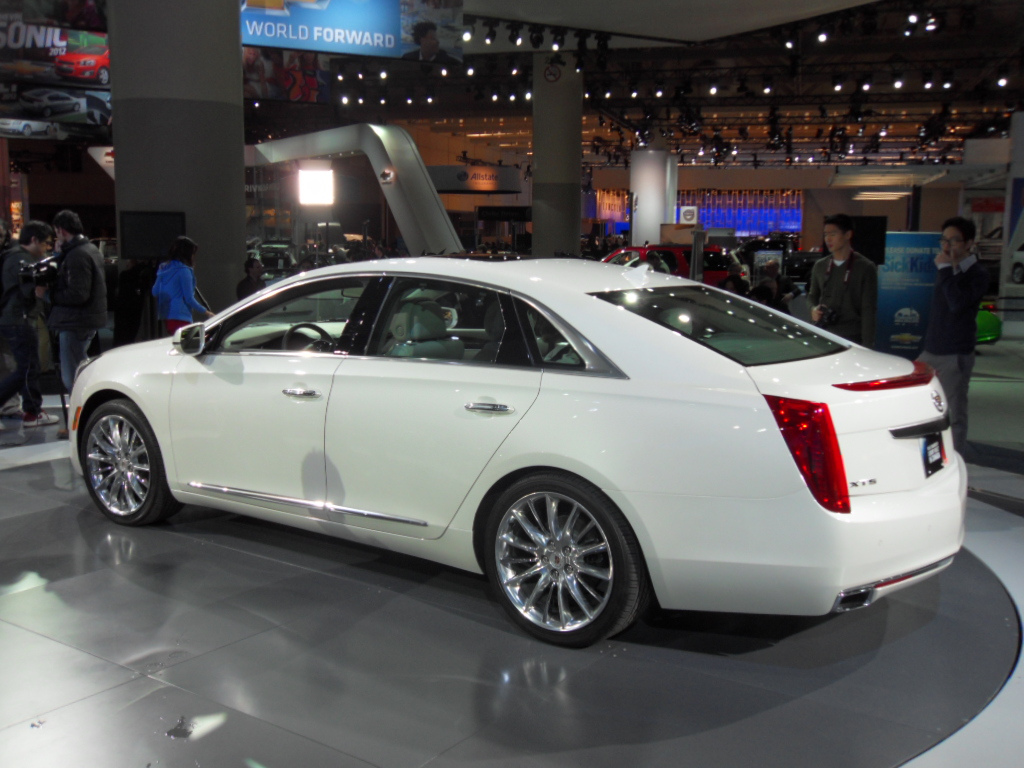
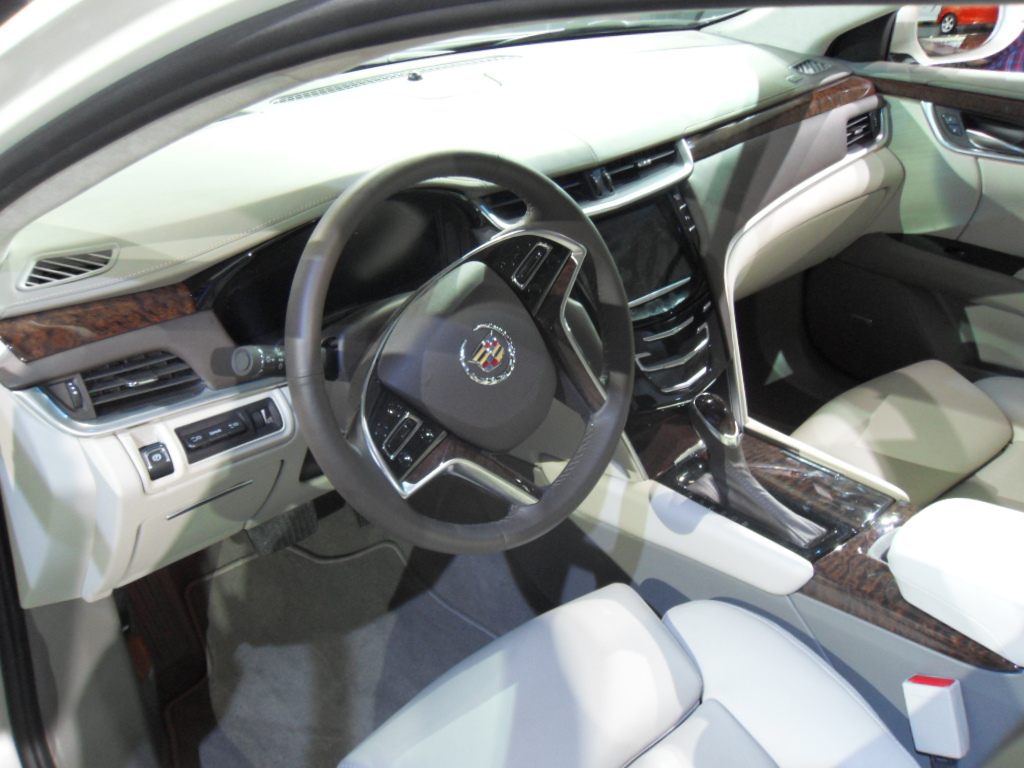
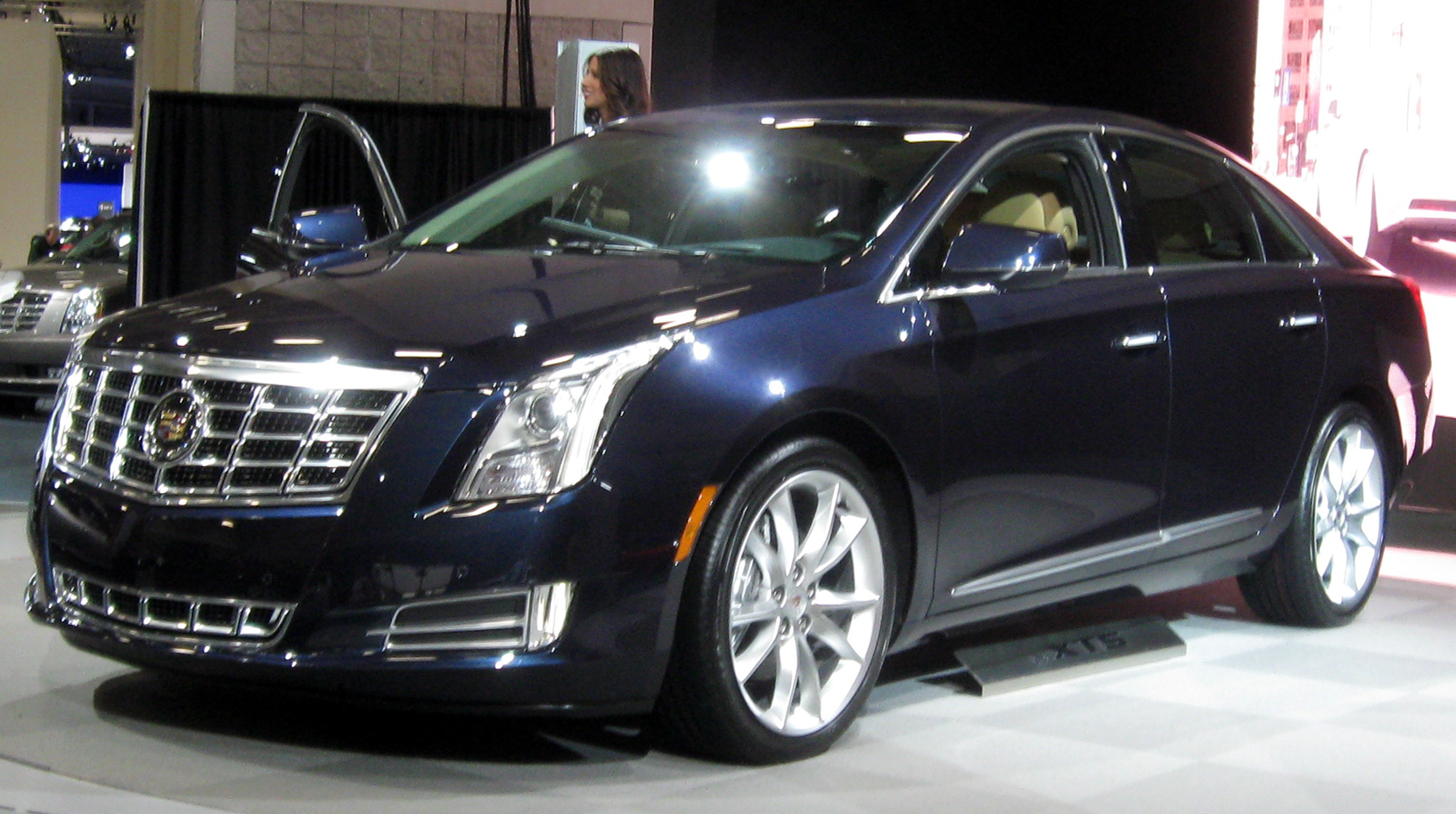